# وسط جدة
وسط جدة هو مشروع لتطوير وسط مدينة جدة في غرب المملكة العربية السعودية أطلقه ولي العهد السعودي الأمير محمد بن سلمان في 17 ديسمبر 2021 بإجمالي استثمارات تصل إلى 75 مليار ريال خصصت لتطوير 5.7 ملايين متر مربع بتمويل صندوق الاستثمارات العامة والمستثمرين من داخل السعودية وخارجها. المشروع من تطوير شركة وسط جدة للتطوير.

## الأهداف
يهدف المشروع لصناعة وجهة عالمية في قلب جدة بإطلالة مباشرة على البحر الأحمر، تسهم في تعزيز المكانة الاقتصادية لمدينة جدة.
كما يستهدف مشروع «وسط جدة» تحقيق قيمة مضافة لاقتصاد المملكة بـ 47 مليار ريال بحلول العام 2030.

## مكونات المشروع
سيضم المشروع أربعة معالم رئيسة عالمية هي «دار أوبرا، متحف، استاد رياضي، الأحواض المحيطية والمزارع المرجانية»، بالإضافة إلى 10 مشاريع ترفيهية وسياحية نوعية، حيث ستسهم الأعمال التشغيلية للمشروع في فتح المجال أمام القطاع الخاص المحلي للمشاركة في تطوير وتشغيل قطاعات اقتصادية واعدة «سياحية، رياضية، ثقافية، ترفيهية» بمعايير عالمية، بجانب قطاعات أخرى تشمل بناء وتطوير مناطق سكنية عصرية تضم 17 ألف وحدة سكنية مع مشاريع فندقية متنوعة توفّر أكثر من 2700 غرفة، كما سيضم المشروع مرسى بمواصفات عالمية ومنتجعات شاطئية خلابة، إلى جانب مجموعة كبيرة من الفنادق والمطاعم والمقاهي المحلية والعالمية الفاخرة، والخيارات المتنوعة للتسوق، كما يستهدف المشروع تقديم حلول متكاملة لقطاع الأعمال.

## التصاميم

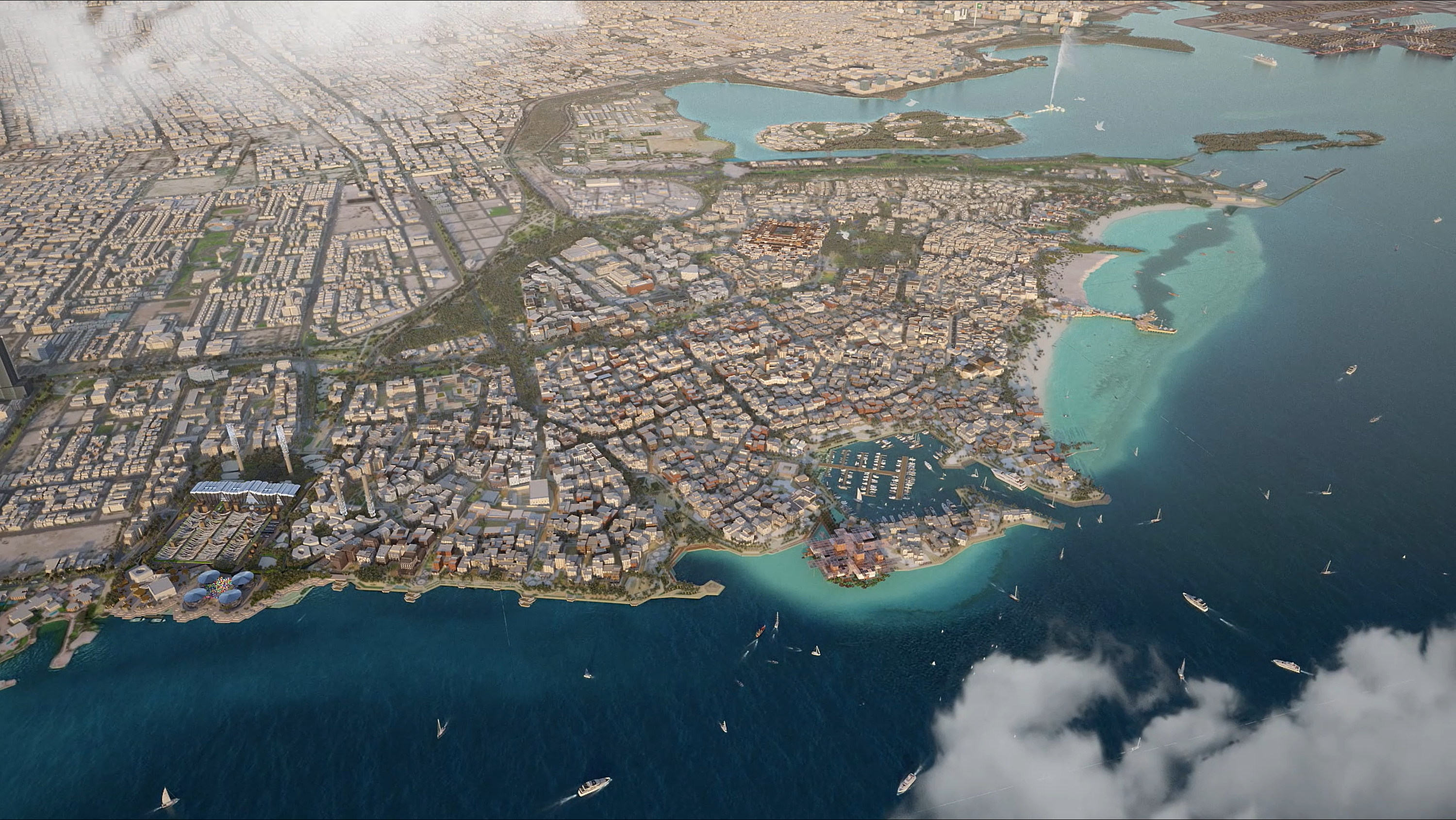
صورة لخطة مشروع وسط جدة

تم اعتماد تصاميم عصرية بمعايير عالمية للمشروع مع تطبيق عناصر ومكونات النسيج العمراني والمستوحاة من فنون العمارة الحجازية مع تطبيق أحدث التقنيات العالمية، بحيث تصبح «وجهة ذكية» تعتمد على التقنيات المبتكرة، بالإضافة إلى اعتماد استخدام أفضل تقنيات الاستدامة ومنها الطاقة المتجددة، ما سيسهم في دعم الاستدامة البيئية بما يتناغم مع أهداف مبادرة السعودية الخضراء، حيث شارك في تصميم المخطط العام أكثر من 500 مهندس واستشاري، يمثلون خمسة من أفضل دور الخبرة في العالم.

## المقومات الطبيعية
يسهم المشروع في تحقيق مستهدفات رؤية 2030 الرامية لبناء اقتصاد مزدهر ومجتمع نابض بالحياة مع توفير أفضل نمط حياة للسكان والزوار، حيث يتمتع مشروع «وسط جدة» بمقومات طبيعية متعددة، من ضمنها الواجهة البحرية بشريط مائي طوله 9.5 كلم، ويحتوي على مرسى بمواصفات عالمية مهيأ لاستقبال اليخوت من داخل وخارج المملكة، وشاطئ رملي بطول 2.1 كلم. كما ستشكل المساحات الخضراء والأماكن المفتوحة والخدمات العامة 40% من مساحة المشروع.

## شركة وسط جدة للتطوير
تأسست الشركة المطورة للمشروع «شركة وسط جدة للتطوير» من قبل صندوق الاستثمارات العامة سنة 2019، وتم اعتماد تشكيل مجلس إدارتها برئاسة ولي العهد، والتي ستنفذ المشروع على ثلاث مراحل تكتمل الأولى منها بنهاية العام 2027، ليبدأ معها مشروع «وسط جدة» في استقبال سكان جدة وزوارها من داخل المملكة وخارجها، وتعمل الشركة حالياً مع جميع الجهات ذات العلاقة، لضمان تنفيذ كافة المراحل وفق الخطة الزمنية المعتمدة.